# Siva pot (skladba)
»Siva pot« je skladba in debitantski single Aleksandra Johna Mežka. Single je bil izdan leta 1975 pri založbi Helidon.
Pesem »Vodi me, siva pot« je Mežkova priredba uspešnice ameriškega pevca Johna Denverja iz leta 1971 z naslovom »Take me home, country roads«.

## Seznam skladb
| Stran 1 | Stran 1                                             | Stran 1 |
| Št.     | Naslov                                              | Dolžina |
| ------- | --------------------------------------------------- | ------- |
| 1.      | „Vodi me, siva pot‟ (Danoff-Nivert-Denver-A. Mežek) | 2:10    |

| Stran 2 | Stran 2            | Stran 2 |
| Št.     | Naslov             | Dolžina |
| ------- | ------------------ | ------- |
| 1.      | „Krila‟ (A. Mežek) | 3:09    |

## Zasedba
- Aleksander Mežek – solo vokal, spremljevalni vokal
- Kevin Peek – akustična kitara
- Cliff Hall – klaviature
- Trevor Spencer – bobni
- Alan Tarney – bas, spremljevalni vokal
- Glen Sharock – spremljevalni vokal
- Sally Kemp – spremljevalni vokal
- Cliff Richard – spremljevalni vokal